# Diego Hernández (meksykański piłkarz)
Diego Hernández Jiménez (ur. 13 sierpnia 1999 w Guadalajarze) – meksykański piłkarz występujący na pozycji skrzydłowego, od 2023 roku zawodnik Correcaminos UAT.